# جوانی بدون جوانی (رمان)
جوانی بدون جوانی (به رومانیایی: Tinerețe fără tinerețe، به انگلیسی: Youth Without Youth) رمانی از میرچا الیاده است.
در سال ۲۰۰۷ میلادی نیز فرانسیس فورد کاپولا، کارگردان آمریکایی، فیلم جوانی بدون جوانی را با اقتباس از این رمان تولید کرد که در تهیهٔ موسیقی آن کیهان کلهر نیز همکاری داشت.
بسیاری از منتقدان معتقدند که این فیلم به اندازهٔ رمان قوی نیست و لایه‌های معناییِ پنهانی در رمان وجود دارد که فیلم نتوانسته آنها را به تصویر بکشد.

## خلاصه داستان
جوانی بدون جوانی در دوران جنگ جهانی دوم می‌گذرد و روایتگر زندگی استاد زبان‌شناس سالخورده‌ای‌ست که بر اثر سانحه‌ای طبیعی جوانیِ خود را بازمی‌یابد. این تغییر باعث جلب توجه دیگران مخصوصاً نازی‌های می‌شود و آنان در صدد برمی‌آیند به راز این اتفاق پی ببرند… .

## به فارسی
این رمان را فرهاد بیگدلو به زبان فارسی ترجمه کرده و نشر نیماژ آن را در سال ۱۳۹۷ منتشر کرده‌است.